# Cotonificio Candiani
Il Cotonificio Candiani è stata una azienda tessile che ha operato a Busto Arsizio e a Fagnano Olona per oltre 150 anni nel XIX e nel XX secolo.

## Storia
Fu fondata nel 1812 da Luigi Candiani che era un commerciante di tessuti. All'inizio si trattava di una tessitura dotata ancora di telai tradizionali. L'introduzione di telai meccanici avvenne solo nel 1874, per opera dei figli di Luigi. Il nipote Enrico, subentrato nel 1876, completò la sostituzione dei telai tradizionali con nuovi telai meccanici sviluppando la creazione di un cotonificio completamente integrato.
Nel 1896 fu aperto lo stabilimento di Fagnano Olona e poi quello di Sacconago, completando le varie fasi della lavorazione. Nel reparto tessitura vennero introdotti i telai Jacquard. Anche i figli di Enrico continuarono l'espansione dell'azienda fino alla crisi del 1930.
L'azienda fu definitivamente chiusa nel 1970.

## Caratteristiche architettoniche
L'edificio costruito nel 1895-1902 costituisce un elegante esempio di "fabbrica orizzontale", ben conservato.